# The Trashmen
The Trashmen was een Amerikaanse surf-rock-band. De band werd opgericht in 1962 in Minneapolis uit de in 1959 opgerichte band Jim Thaxter & The Travelers. Samen met de in Colorado verblijvende tijdgenoten The Astronauts worden The Trashmen beschreven als de eerste inlandse surfgroep van het midwesten van de jaren 1960. De band dankt hun naam aan Trashman's Blues, een nummer geschreven en opgenomen in 1961 door de muzikant Kai Ray (Richard Caire, 1935-2017) uit Minneapolis, die later liedjes voor de band schreef.

## Oprichting en bezetting

### Actuele bezetting
- Tony Andreason (e-gitaar)
- Dal Winslow (e-gitaar)
- Bob Reed (e-bas)
- Robin Reed (drums)

### Voormalige leden
- Steve Wahrer († 1989) (drums)
- Mark Andreason (drums)

## Geschiedenis
Tony Andreason en Mike Jann waren vrienden die vanaf 1955 samen gitaar leerden spelen. Ze speelden voornamelijk country. In 1957, in het Crystal Coliseum, ontmoetten Tony en Mike drummer Steve Wahrer, gitarist Dallas 'Dal' Winslow en een saxofonist. Tony, Steve, Dal en de saxofonist speelden korte tijd als The String Kings. Mike maakte geen deel uit van de band, omdat hij meer geïnteresseerd was in countrymuziek. Tony ontmoette Jim Thaxter via Steve en Dale. Jim was een zanger die op zoek was naar een band. Jim Thaxter & the Travellers werd vervolgens geformeerd met de volgende bezetting: Jim Thaxter op zang en gitaar (afgestemd op een basgitaar), Tony Andreason op leadgitaar, Dal Winslow op slaggitaar, Tom Diehl op piano en Steve Wahrer op drums. In het voorjaar van 1961 nam de band een pauze omdat Tony en Jim hun dienstplicht moesten vervullen. In februari of maart 1962 keerden de twee terug. Onenigheid over de muzikale richting tussen de twee zorgde er echter voor dat Tony de band verliet. Steve en Dal vertrokken met hem.
Don Woody voegde zich bij de band op bas. Nadat Woody's vriend de band het nummer The Trashmen's Blues had laten van gitarist Tony Caire alias Kai Ray, besloot Wahrer de band The Trashmen te noemen. De band was in de eerste plaats een instrumentale band, met af en toe leadzang van Wahrer, die steeds meer begon te zingen. Andreason heeft af en toe lead gezongen. Woody verliet de band en werd vervangen door Bob Reed, gekozen uit een auditie. De band raakte geïnteresseerd in surfrock na het luisteren naar Dick Dale. Het nummer Surfin' Bird werd bedacht door Wahrer en viel meteen in de smaak bij hun publiek tijdens shows.

### Surfin' Birdals eerste succes
De grootste hit van The Trashmen was Surfin' Bird uit 1963, die in de tweede helft van dat jaar nummer 4 bereikte in de Billboard Hot 100. Het nummer was een combinatie van de twee r&b-hits The Bird's the Word en Papa-Oom-Mow-Mow van The Rivingtons. Vroege persingen van de single vermelden drummer/zanger Steve Wahrer van The Trashmen als componist, maar na een dreigement van de juridisch adviseur van The Rivingtons, werd de schrijfvermelding van Wahrer verwijderd en overgedragen aan de leden van The Rivingtons. Het nummer werd later gecoverd door The Ramones, The Cramps, Silverchair, The Psychotic Petunias, Pee-Wee Herman, Equipe 84 en de Duitse thrashmetalband Sodom. Het is ook te horen in verschillende films, waaronder Full Metal Jacket, Werner – Gekotzt wird später, Fred Claus, Pink Flamingos, Back to the Beach en The Big Year.
Surfin' Bird was het onderwerp van de aflevering I Dream of Jesus van de tv-serie Family Guy en stuurde het nummer in 2009 naar nummer 8 in de iTunes Top 10  van rocknummers en nummer 50 in de UK Singles Chart. In de aflevering Rich Old Stewie werd het nummer in slow motion gespeeld.
In 2010 werd een Facebook-campagne gelanceerd om het nummer tijdens de kerstperiode naar nummer 1 in het Verenigd Koninkrijk te sturen. Dit was grotendeels bedoeld (zoals bij Killing in the Name van Rage Against the Machine in 2009) als een protest tegen de overname van de Christmas #1-plek door het lied van de X Factor-winnaar. Het nummer debuteerde op 19 december voor het eerst in de Britse Top Tien op nummer 3.
Het was ook te zien in de videogame Battlefield Vietnam en in de voorvertoning van Magicka Vietnam.

### Voortzetting van de muziekcarrière
Na Surfin' Bird ervoeren The Trashmen beperkt succes. In 1964 bereikte Bird Dance Beat nummer 30 in de Billboard Hot 100 en was het een top 10-hit in Canada. De band ging in 1967 uit elkaar. Een boxset van vier cd's van hun werk werd uitgebracht door Sundazed Records.

## Reunie
De groep kwam in de jaren 1970 en 1980 sporadisch weer bijeen en trad samen op tot Steve Wahrer in 1989 aan keelkanker overleed. Later verving Tony Andreasons broer Mark Wahrer als drummer. Reeds zoon Robin trad in 2009 toe als tourneelid op drums, ter vervanging van Mark Andreason.
In 1999 speelden de Trashmen in de Las Vegas Grind. Ze traden ook op in Illinois, Ohio, Wisconsin en Spanje in 2007 en 2008.
The Trashmen toerde in 2008 en in 2010 door Europa en trad op in Duitsland, Nederland, Frankrijk, Spanje, België, Italië, Oostenrijk, Noorwegen, Zweden en Finland.
De band nam vier nummers op in de Custom Recording Studios in Golden Valley met een oude fan en gitarist Deke Dickerson voor het platenlabel Major Label en bracht in maart 2013 de 7" ep I'm a Trashman uit. De volledige lp Bringing Back the Trash werd uitgebracht in april 2014. Na verschillende shows in 2015 in Minneapolis, de geboorteplaats van de band, trok de band zich terug.

## Discografie

### Singles
- 1963: Surfin' Bird/King of the Surf
- 1963: Bird Dance Beat/A-Bone
- 1964: Bad News/On the Move
- 1964: Peppermint Man/New Generation
- 1964: Whoa, Dad/Walkin' My Baby
- 1964: Dancin' With Santa/Real Live Doll
- 1965: Bird '65/Ubangi Stomp
- 1965: Keep Your Hands Off My Baby/Lost Angel
- 1966: Same Lines/Hangin' On Me
- 1966: Surfin' Bird/(Reverse by the Castaways: Liar Liar)

### Albums
- 1964: Surfin' Bird EP
- 1964: Surfin' Bird (1995 nieuwe editie op cd)
- 1964: Bad News EP
- 1990: Live Bird '65–'67
- 1994: Great Lost Album!

### Compilaties
- 1984: Rockabilly Psychosis & The Garage Disease
- 1992: Tube City! The Best of the Trashmen
- 1995: Pulp Rock Instros – Vol 1
- 1996: Cowabunga! Surf Box
- 1998: Bird Call! The Twin City Stomp of The Trashmen (4-CD-Box)
- 2003: Lost Legends Of Surf Guitar – Vol. 02
- 2006: Pulp Action – The Tarantino Connection Volume One